# 岸波 (駆逐艦)
岸波（きしなみ）は、日本海軍の駆逐艦。夕雲型駆逐艦の15番艦である。

## 概要
日本海軍が浦賀船渠で建造した夕雲型駆逐艦で、1943年（昭和18年）12月3日に竣工した。
竣工直後は訓練部隊の第十一水雷戦隊に所属し、訓練や護衛任務に従事した。
1944年（昭和19年）2月10日、第二水雷戦隊隷下の第31駆逐隊に編入された。船団護衛や松輸送に従事したあと、6月中旬以降の「あ号作戦」（マリアナ沖海戦）に機動部隊前衛部隊として参加した。
7月末、リンガ泊地に進出し、訓練に従事する。
10月下旬の捷一号作戦では第一遊撃部隊（第二艦隊基幹）に所属してレイテ沖海戦に参加、10月23日に第二艦隊旗艦（第一遊撃部隊旗艦）「愛宕」が米潜水艦の魚雷攻撃で沈没すると「岸波」と「朝霜」は生存者を救助、栗田健男第二艦隊司令長官は戦艦「大和」に移乗するまで「岸波」に滞在し、第二艦隊司令長官の将旗を掲げた。
11月初頭からは第二遊撃部隊（第五艦隊基幹）に所属し、油槽船護衛任務につく。12月4日、南シナ海で米潜水艦「フラッシャー」の魚雷攻撃により沈没した。

## 艦歴

### 建造
1942年度（マル急計画）仮称第343号艦として浦賀船渠で建造された。
1943年（昭和18年）5月25日に「岸波」と命名され、夕雲型駆逐艦として登録された。
10月16日、浦賀船渠の艤装員事務所が事務を開始する。
11月12日、日本海軍は11月上旬まで駆逐艦「海風」艦長を務めていた三舩俊郎中佐を、艤装員長に任命する。
12月3日、竣工（残工事を横須賀で実施）。艤装員事務所は撤去された。三船中佐（岸波艤装員長）は制式に駆逐艦長（初代）となる。主要幹部（初代）は、航海長・藤川勘治大尉、砲術長・宮嵜武男大尉、水雷長・曾出久大尉、機関長・城野市三機関大尉。舞鶴鎮守府籍。同時期に竣工した姉妹艦「朝霜」や「沖波」と共に、訓練部隊の第十一水雷戦隊に編入された。

### 昭和19年前半の行動
1944年（昭和19年）1月19日、空母「雲鷹」が米潜水艦の雷撃で大破し、駆逐艦の護衛でサイパンから横須賀に回航される。
「岸波」と「沖波」は1月29日に柱島泊地を出港、小笠原諸島周辺を航行中の「雲鷹」救援に向かった。「雲鷹」を護衛中の重巡「高雄」（2月1日、雲鷹と合流）や他の駆逐艦と合流した。
2月7日、「雲鷹」と「岸波」をふくむ護衛部隊は横須賀に到着した。
2月10日、駆逐艦「長波」単艦になっていた第二水雷戦隊隷下の第31駆逐隊（駆逐隊司令・福岡徳治郎大佐）に「岸波」「沖波」「朝霜」が編入され、同駆逐隊は夕雲型4隻となった。福岡大佐は、司令駆逐艦を「岸波」に指定した。「長波」は前年のラバウル空襲で受けた損傷を呉海軍工廠において修理中のため、第31駆逐隊は当面3隻で輸送作戦に投入された。
第31駆逐隊は2月26日に広島・宇品を出港し、マリアナ諸島にむかう第29師団を乗せた「安藝丸」（11,409トン）、「東山丸」（8,666トン）、「崎戸丸」（9,247トン）の3隻を護衛した。
2月29日未明に米潜水艦に襲撃され、被雷した「崎戸丸」が沈没、「安藝丸」も魚雷1本が命中して戦死者30名を出した。「崎戸丸」沈没により歩兵第18聯隊長の門間健太郎大佐以下約2,000名が戦死、生存者は1720名で、歩兵第18連隊の軍旗は「岸波」に移った。「岸波」と「朝霜」は米潜水艦を攻撃、「朝霜」の爆雷攻撃で米潜水艦「トラウト (USS Trout, SS-202) 」を撃沈した。「沖波」は「東山丸」と「安藝丸」を護衛し、サイパン島とグアムに送り届けた。「岸波」と「朝霜」に救助された「崎戸丸」の生存者も、3月6日にサイパンへ上陸した。
第31駆逐隊の3隻は横須賀に帰投後、松輸送に従事した。3月20日、東松三号特別船団の輸送船3隻（浅香丸、山陽丸、さんとす丸）を護衛して館山を出港、3月25日にサイパン行の「山陽丸」を分離し、3月28日トラック泊地に到着した。その後も第31駆逐隊は船団護衛を行い、5月上旬にリンガ泊地へ進出、5月14日からはタウイタウイ方面で対潜警戒に従事した。

### マリアナ沖海戦、レイテ沖海戦
6月中旬までに、連合艦隊の大部分の戦力はタウイタウイ泊地に集結した。6月19 - 20日のマリアナ沖海戦で、第31駆逐隊は第二艦隊を中心とする前衛部隊（指揮官栗田健男中将、第二艦隊司令長官。旗艦「愛宕」）に所属した（海戦の経過は当該記事を参照）。
前衛部隊は6月20日に対空戦闘をおこない、損傷艦数隻（千代田、榛名、摩耶）を出した。日本軍は海戦に敗れた。前衛部隊は沖縄・中城湾を経て、6月24日に柱島泊地に帰投した。
マリアナ諸島の戦局が悪化する中、日本海軍は南西方面に第一遊撃部隊（第二艦隊基幹）の主力を移動させることを決めた。
7月8日、第一戦隊（大和、武蔵）、第四戦隊（愛宕〔第二艦隊旗艦〕、高雄、鳥海）、第七戦隊（熊野、鈴谷、利根、筑摩）、駆逐艦部隊（岸波、沖波、朝霜、長波、浜波、島風、時雨、五月雨）をもって編成された「甲部隊」として内海西部を出撃、第31駆逐隊は第四戦隊の護衛に当たった。沖縄に立ち寄って輸送物件をおろし、第31駆逐隊は武蔵から燃料を補給した。7月16日、甲部隊はシンガポールとリンガ泊地に進出、乙部隊や輸送作戦に従事していた小部隊も7月末までにはリンガ泊地に到着した。以後、遊撃部隊はリンガ泊地で訓練にはげむ。8月中旬になると、第31駆逐隊はシンガポール～クチン（ボルネオ島）間の船団護衛任務に従事した。
10月18日、日本軍は捷一号作戦を発動した。第31駆逐隊は第二艦隊司令長官・栗田健男中将（旗艦「愛宕」）が率いる第一遊撃部隊（通称栗田艦隊または栗田部隊）の第一部隊（第四戦隊〈愛宕、高雄、摩耶、鳥海〉、第一戦隊〈大和、武蔵、長門〉、第五戦隊〈妙高、羽黒〉、第二水雷戦隊〈軽巡「能代」、第2駆逐隊〔早霜、秋霜〕、第31駆逐隊〔岸波、沖波、朝霜、長波〕、第32駆逐隊〔浜波、藤波〕、島風）に所属した（海戦の経緯と推移は当該記事を参照）。第一遊撃部隊はリンガ泊地からブルネイ湾に移動し、補給をおこなう。10月22日、西村部隊（第二戦隊司令官西村祥治中将）と補給部隊をブルネイ泊地に残し、栗田艦隊は同地を出撃した。
10月23日未明、栗田艦隊はパラワン水道で米潜水艦「ダーター (USS Darter, SS-227) 」と「デイス (USS Dace, SS-247) 」の攻撃を受けた。第二艦隊旗艦の重巡「愛宕」は「ダーター」の魚雷攻撃を受けて航行不能となり、第一部隊の中央にいた「岸波」と「朝霜」は救援命令を受けて「愛宕」に接近した。2艦は「愛宕」に横付けを試みたが、急傾斜のため接舷できなかった。「愛宕」は午前6時53分に沈没し、生存者は「岸波」と「朝霜」に救助された。「岸波」には栗田中将や小柳冨次参謀長ら第二艦隊司令部も泳ぎ着き、200名以上の将兵と「愛宕」の御真影が移乗した。栗田は「岸波」を臨時の第二艦隊旗艦としたが、実際の指揮は第一戦隊司令官宇垣纏中将が戦艦「大和」より代行している。
午後3時以降、「岸波」は「大和」に接舷して栗田ふくめ第二艦隊司令部を移乗させる。「大和」と「岸波」は洋上に停止したが、安定している「大和」に対し、「岸波」は波の影響により常に動揺していた。そこで、栗田等はロープを使って「岸波」から「大和」に引き上げられている。栗田は「大和」に将旗を掲げ、「大和」は第二艦隊旗艦と第一戦隊旗艦を兼ねることになった。
10月25日、栗田艦隊はサマール島沖で米護衛空母部隊を追撃するが、「岸波」など第二水雷戦隊に大きな戦果はなかった。レイテ沖海戦は、日本の大敗で終わった。二水戦は、軽巡「能代」と駆逐艦「藤波」および「早霜」を失った。「岸波」は小破認定であった。戦場離脱中、燃料が不足した駆逐艦5隻（岸波、島風、浦風、浜波、秋霜）はコロン島でタンカー「日栄丸」や重巡洋艦「那智」から燃料を補給した。

### 南西海域での輸送作戦、沈没
レイテ沖海戦から帰投中、第31駆逐隊は第二遊撃部隊（指揮官志摩清英中将、第五艦隊司令長官）に所属変更となった。
10月29日午前1時、「岸波」含め駆逐艦5隻はブルネイ湾に帰投し、先行していた第一遊撃部隊主力と合同した。翌日、「岸波」と「第34号掃海艇」は同日にブルネイを出発する「妙高」の護衛を命じられた。11月3日、「妙高」はシンガポールに到着した。
11月11日、第三次多号作戦に従事中の「長波」が沈没する。
11月13日にマニラ湾は米軍機動部隊艦載機による大規模な空襲を受け、日本軍は大損害をうける。
11月15日、海軍は艦隊の再編を実施、第31駆逐隊から「朝霜」が転出し、かわりに「浜波」が編入された。だが「浜波」はすでに第三次多号作戦で沈没しており、健在の第31駆逐隊は「岸波」1隻だった。
11月22日の時点で、「岸波」は第二遊撃部隊各艦と共にリンガ泊地にいた。
11月26日、岸波は敷設艇「由利島」、「第17号海防艦」と共に海軍配当船「八紘丸」を護衛してシンガポールを出港した。12月1日夜、マニラ到着。荷揚げ後、船団は12月3日にマニラを出発、シンガポールへ帰路についた。だが船団は米潜水艦「ホークビル (USS Hawkbill, SS-366) 」に通報され、米潜水艦「フラッシャー (USS Flasher, SS-249) 」が船団の前方で待ち伏せした。
12月4日午前10時30分、「フラッシャー」はパラワン島北西沖で船団を発見し、魚雷4本を発射した。魚雷1本が「岸波」の前部機関室右舷（第二魚雷発射管の下部）に命中し、航行不能となった。続いて「フラッシャー」は「八紘丸」に魚雷4本を発射、2本が命中し「八紘丸」も航行不能になった。僚艦が「岸波」を曳航しようとしたが、午後2時2分、再度の魚雷攻撃をうけ、2本が命中した。命中箇所は、第一缶室（艦橋後部付近）と、先に被雷した前部機械室付近。「岸波」は左舷に傾斜したあと、被雷部分で船体が折れて沈没した。
第二水雷戦隊の記録によると、沈没海域は北緯13度12分 東経116度39分 / 北緯13.200度 東経116.650度。三舩艦長ら90名が戦死する。戦死者の中には、南雲忠一海軍大将の長男、南雲進少尉も含まれていた。生存者は150名であったという。「フラッシャー」はさらに「八紘丸」に魚雷を命中させ、「八紘丸」は沈没した。
1945年（昭和20年）1月10日、「岸波」は帝国駆逐艦籍から除籍され、稼働艦がなくなった第31駆逐隊も解隊された。

## 歴代艦長
艤装員長
1. 三舩俊郎 中佐：1943年11月12日[16] - 1943年12月3日[19]

駆逐艦長
1. 三舩俊郎 中佐：1943年12月3日[19] - 1944年12月4日 戦死、同日付任海軍大佐[94]

## 幻の駆逐艦「イワナミ」

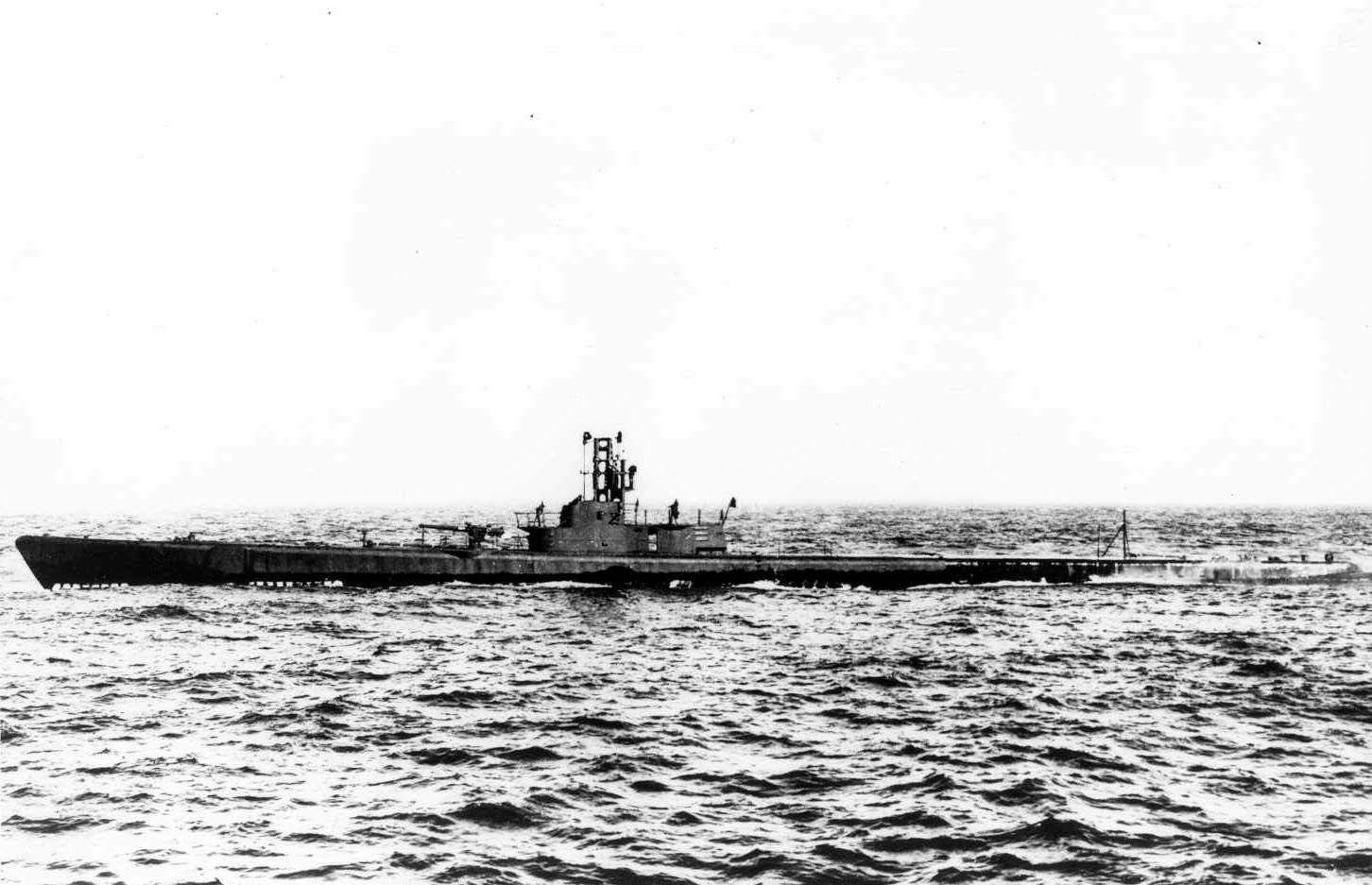
アメリカ潜水艦フラッシャー

ところで、「フラッシャー」は1944年12月4日の戦闘での「岸波」「八紘丸」のほかに12月22日にタンカー「音羽山丸」（三井船舶、9,204トン）、「ありた丸」（石原汽船、10,238トン）、「御室山丸」（三井船舶、9,204トン）を撃沈して、都合5隻を撃沈した。フリーマントルに帰投後作成された報告書でも、「駆逐艦1隻、タンカー4隻を撃沈。計41,700トン」と記されてある。ところが、戦争終結後にJANACの再調査を経て公認された「フラッシャー」の戦果に変化が起こった。フラッシャーの5回目の哨戒で挙げた戦果は「駆逐艦2隻、タンカー4隻を撃沈。計42,868トン」に上方修正されたのである。そして、この増加分は駆逐艦「イワナミ」であり、フラッシャーは12月4日の一連の攻撃で、最初の攻撃で「岸波」を、三度目の攻撃で「イワナミ」を撃沈したという事になった。
この「イワナミ」撃沈はフラッシャーにとって値千金の「戦果」となった。JANAC の再調査を経て認定されたフラッシャーの総合戦果は21隻、100,231トンとされ、第二次世界大戦において10万トンを超える敵艦を撃沈したアメリカ海軍唯一の潜水艦として称賛されることとなった。「イワナミ」なる駆逐艦は日本海軍には存在していない。JANAC の記録は日本側の記録を厳格に精査して作成された記録であるにもかかわらず、フラッシャーによる「イワナミ」の「撃沈」が取り消されることはなかった。ただし、全てのアメリカ側記録が「イワナミ」の「撃沈」を認定したり記載しているわけではなく、例えばThe Official Chronology of the U.S. Navy in World War IIには「イワナミ」の名前は記載されていない。ちなみに、計42,868トンの内訳のうち岸波と「イワナミ」のトン数は2,100トンで計算されており、タンカーは実際と同じトン数になっている。